# Chemisch Weekblad
Chemisch Weekblad is een oude maar nog steeds vaak gebruikte benaming van C2W, het nieuwsorgaan van de Koninklijke Nederlandse Chemische Vereniging (KNCV). C2W is een vakblad voor chemie, life sciences en procestechnologie.
Chemisch Weekblad verscheen voor het eerst in 1903, het oprichtingsjaar van de Nederlandsche Chemische Vereeniging. In het blad werd het verenigingsnieuws gepubliceerd en verschenen tal van gedegen technisch-wetenschappelijke artikelen die een goed beeld geven van de ontwikkeling van de procesindustrie gedurende de 20e eeuw.
In de loop der jaren werden de technisch-wetenschappelijke artikelen korter en kregen minder diepgang, bovendien namen ze een steeds kleiner deel van de inhoud in beslag. In 1968 ging het Weekblad verder in vernieuwde stijl. De inhoud werd luchtiger en de inhoudelijke artikelen overschreden zelden meer de lengte van twee pagina's.
Vanaf 1976 werd het blad gesplitst in Chemisch Weekblad: Chemische Courant, een uitgave op tabloidformaat die onder meer het verenigingsnieuws bevatte, en Chemisch Weekblad: Magazine (vanaf 1980 Chemisch Magazine), een maandelijkse kleurenbijlage die gepopulariseerde wetenschappelijke bijdragen over chemische onderwerpen bevatte. 
Vanaf 1999 gingen beide titels op in één 20 keer per jaar verschijnende uitgave, onder de naam Chemisch2Weekblad, afgekort C2W. Dat laatste werd eind 2004 de officiële titel. Op dat moment werd ook Life Sciences geïntroduceerd, in eerste instantie als een viermaal per jaar verschijnende bijlage bij C2W met een focus op de moleculaire aspecten van de levenswetenschappen. 
Sinds 2007 verschijnt C2W 25 keer per jaar. Daarvan dragen 14 nummers de titel C2W, 10 nummers heten C2W life sciences en één verschijnt als C2W Carrière Magazine. C2W life sciences is tegenwoordig tevens het nieuwsorgaan van de Nederlandse Biotechnologie Vereniging (NBV) en de Nederlandse Vereniging voor Biochemie en Moleculaire Biologie (NVBMB)
Sinds 2021 geeft de Koninklijke Nederlandse Chemische Vereniging zowel het magazine als de website uit in eigen beheer. De uitgave verschijnt 12 keer per jaar als maandblad, ook voor de Koninklijke Vlaamse Chemische Vereniging (KVCV). Sinds 2022 is de nieuwe naam C2W | Mens & Molecule. 

## Externe bron
- Eerste uitgave uit 1903
- Archieven 1903–1952, website van rijksuniversiteit groningen
- Huidige website van C2W